# Гунька, Ярослав
Яросла́в И́лькович Гу́нька (укр. Яросла́в І́лькович Гу́нька, пол. Jarosław Hunka; род. 19 марта 1925, Урмань, Тарнопольское воеводство) — украинский участник Второй мировой войны, военнослужащий 14-й добровольческой пехотной дивизии СС «Галиция» (1-й украинской), более известной как «Дивизия СС „Галичина“», военного формирования нацистской Германии. Родился в селе Урмань, входившем в тот период времени в состав Второй Польской Республики, Гунька в 1943 году вступил добровольцем в дивизию СС «Галичина». Иммигрировал в Канаду после окончания войны, в настоящее время является пенсионером и проживает в Норт-Бее, Онтарио.
В 2023 году Гунька попал в заголовки международных новостей после того, как спикер Энтони Рота пригласил его в палату общин Канады во время визита президента Украины Владимира Зеленского, где получил две овации стоя от всех членов палаты, включая премьер-министра Канады Джастина Трюдо и самого президента Украины. Позже СМИ сообщили о личности Гуньки как бывшего члена СС, в результате Рота принёс извинения и спустя пять дней подал в отставку, а официальные лица канадского правительства извинились перед мировым еврейским сообществом.

## Биография
Ярослав Гунька (Гунько, Хунка) родился в Урмани, Вторая Польская Республика (ныне Украина) 19 марта 1925 года. В 1943 году, в возрасте 18 лет, вызвался добровольцем вступить в дивизию СС «Галичина». По его собственным словам, причиной этого стал призыв Украинского центрального комитета бороться за идею «Единой Украины». Во время службы в «Галичине» он был сфотографирован на тренировках, проходивших в Мюнхене и Нойхаммере (ныне Свентошув). В 1944 году он был задействован в боях против войск Красной Армии на Восточном фронте Второй мировой войны. По словам Доминика Ареля, заведующего кафедрой украинистики в Оттавском университете, в это подразделение привлечены тысячи украинских добровольцев, причём, многие сами хотели туда вступить, считая, что это поможет добиться отделения Украины от СССР; он также утверждает, что к тому времени, когда подразделение Гуньки вышло на фронт, немецкие операции, связанные с Холокостом, в этом районе уже подошли к концу; тем не менее, подразделения «Галичины» были признаны причастными к убийству польских мирных жителей.
К завершению Второй мировой войны в Европе Гунька бежал в Великобританию и вступил в ассоциацию украинцев в Великобритании. В 1951 году он женился на гражданке Великобритании Маргарет Энн Эдгертон (1931—2018), после чего они вместе эмигрировали в Канаду по «крысиным тропам». Обосновавшись в Торонто, они вырастили двух сыновей, Мартина и Петра, и стали активными членами сообщества украинцев в Канаде. После окончания технического колледжа Гунька работал в авиационной сфере и в дальнейшем стал авиаинспектором компании De Havilland Canada (DHC). На пенсии он стал более вовлечён в дела украинского сообщества; его сыновья основали «Украинский фонд целевого капитала имени Ярослава и Маргарет Гунька» в Альбертском университете, чтобы финансировать деятельность академических исследований Украинской католической церкви. После скандала 2023 года провост Альбертского университета объявила о том, что фонд будет закрыт, а вложенные 30 000 CA$ будут возвращены сыновьям Гуньки, и что университет «…понимает и сожалеет о непреднамеренном ущербе, который причинил».
В Канаде Гунька продолжал действовать в кружках ветеранов дивизии СС «Галичина» и в 2010—2011 годах вёл блог в Интернете. В 2011 году он сравнил украинскую диаспору с израильтянами. По состоянию на 2022 год Гунька проживал в Норт-Бее, Онтарио и отправился в Большой Садбери, чтобы выразить протест против вторжения России в Украину. Описывая ситуацию в Украине, Гунька заявил канадскому СМИ «CTV News», что «разрушения просто невероятны, но потребуются годы и годы, чтобы восстановить их… Но Украинский [народ] победит, и храни Господь Украину, и я молюсь за это».

## Инцидент с посещением Палаты общин Канады
В сентябре 2023 года спикер Палаты общин Энтони Рота пригласил Гуньку посетить парламент Канады, куда прибыл президент Украины Владимир Зеленский. Для Зеленского это был первый визит в Канаду с начала российского вторжения в Украину. Премьер-министр Канады Джастин Трюдо приветствовал Зеленского в канадском парламенте, пообещав продолжить военную поддержку Украины в войне с Россией.
22 сентября 2023 года в ходе визита Зеленского в канадский парламент Рота обратился к сидевшему в зале Гуньке, охарактеризовав его как «Украинско-Канадского ветерана Второй мировой войны, который боролся за независимость Украины против русских и продолжает поддерживать войска сегодня, даже в своём 98-летнем возрасте». Рота похвалил Гуньку, заявив, что «он украинский герой, канадский герой, и мы благодарим его за всю его службу». После похвалы Роты зал аплодировал Гуньке стоя; к аплодисментам присоединились и Зеленский с супругой, а также премьер-министр Канады.
Реакция на столь бурные овации Гуньке в мире была негативной и вызвала заголовки международных новостей. Центр по изучению Холокоста «Друзья Симона Визенталя» осудил дивизию СС «Галичина» как организацию, «ответственную за массовые убийства невинных гражданских лиц с невообразимым уровнем жестокости и злобы», сославшись на такое событие, как резня польских мирных жителей в Гуте Пеняцкой в 1944 году. В заявлении, опубликованном 24 сентября, Рота взял на себя ответственность за приглашение Гуньки на церемонию и заявил, что хочет особенно выразить свои глубочайшие извинения еврейским общинам в Канаде и во всём мире, и принимает полную ответственность за свои действия. Пресс-секретарь Трюдо Анн-Клара Вайланкур назвала извинения Роты «правильным поступком» и подчеркнула ответственность Роты за приглашение Гуньки на церемонию. 26 сентября Рота объявил о своей отставке из-за этих событий. Президент Зеленский никак не прокомментировал инцидент. Сообщается, что после разногласий семья Гуньки скрылась в своём родном городе Норт-Бэй и не отвечала на запросы об интервью. Невестка Гуньки заявила, что её семья «шокирована случившимся»; по словам друга семьи, они не знали, что Гунька будет публично признан спикером Палаты представителей, и лишь ожидали, что «он будет в одной комнате» с президентом Зеленским.
После инцидента в Твиттере на страницах нескольких пользователей, в том числе посольства России в Великобритании, было опубликовано фейковое изображение не существующей украинской почтовой марки с изображением Гуньки. Другие российские посольства также раскритиковали это событие.

### Возможный запрос Польши об экстрадиции
26 сентября 2023 года министр образования Польши Пшемыслав Чарнек заявил, что его правительство может добиваться экстрадиции Гуньки как военного преступника. В сообщении, опубликованном в социальной сети X, Чарнек сказал:
Ввиду скандальных событий в канадском парламенте, связанных с чествованием члена преступного нацистского формирования СС «Галичина» в присутствии президента Зеленского, я предпринял шаги к возможной экстрадиции этого человека в Польшу. #NOForFalsifyingHistory
Официально Польша на момент октября 2023 года не подала требований об экстрадиции Гуньки.

### Реакция в России
Президент России Владимир Путин прокомментировал само приглашение Гуньки, но не последовавшую за скандалом реакцию канадских властей. По его словам, то, что Зеленский, в жилах которого течёт еврейская кровь, аплодировал человеку, собственными руками уничтожавшего еврейское население — выглядит отвратительно. Пригласившего Гуньку Энтони Рота, Путин назвал или «идиотом», если тот не знал, что против России сражался Гитлер и его приспешники, или «негодяем», в том случае, если Рот знал об этом, но всё равно называл Гуньку героем.
18 октября 2023 года министр обороны РФ Сергей Шойгу на встрече с белорусскими коллегами призвал к экстрадиции Гуньки для привлечения его к ответственности за совершённые им преступления во время Второй мировой войны.
20 октября 2023 года Следственный комитет РФ заочно предъявил Гуньке обвинение в «геноциде мирного населения» (статья 357 УК РФ). В заявлении утверждается, что в период с 23 по 28 февраля 1944 года Хунка и другие члены его дивизии СС убили «не менее 500 граждан СССР» в селе Гута Пеняцкая, а также говорится: «Среди убитых были евреи и поляки. Люди были расстреляны, сожжены в жилых домах, а также в церкви».
26 октября 2023 года Гунька был добавлен в базу розыска МВД РФ.
7 декабря 2023 года Генеральная прокуратура России обратилась к канадским властям с просьбой о выдаче служившего в дивизии СС «Галичина» Ярослава Гуньки, обвиняемого заочно в геноциде местного населения во время Великой Отечественной войны, в заявлении отмечается, что экстрадиция не предназначена для судебного преследования подсудимого по политическим мотивам из-за его расы, религии, национальности или политических взглядов.
В феврале 2024 года Канада отказала России в выдаче Ярослава Гунька, мотивировав это отсутствием договора об экстрадиции. Посол России в Канаде Олег Степанов назвал данное решение очевидной политически мотивированной отговоркой и заявил, что РФ продолжит добиваться выдачи ветерана СС.
22 августа 2024 года Генеральная прокуратура РФ объявила Ярослава Гуньку в международный розыск отметив, что ведомству «удалось добиться положительного решения» о включении Гуньки в базу Интерпола.

## Награды
- Почётный гражданин города Бережаны (20 августа 2004 года)[2].
- Почётный знак «За заслуги перед Тернопольщиной» имени Ярослава Стецько (6 февраля 2024 года) — «За весомый личный вклад в оказание помощи Вооружённым силам Украины, активную благотворительную и общественную деятельность и по случаю 112-й годовщины со Дня рождения Ярослава Стецько»[3][4].